# Вулиця Марії Капніст
Ву́лиця Марі́ї Капні́ст — вулиця в Шевченківському районі міста Києва, місцевість Шулявка. Пролягає від вулиці Петра Нестерова до вулиці Євгенії Мірошниченко.

## Історія
Вулиця виникла в середині XX століття від назвою Нова «В». У 1957 році отримала назву вулиця Желябова, на честь російського революціонера-народника Андрія Желябова.
Сучасна назва на честь української актриси Марії Капніст — з 2018 року.

## Установи та заклади
- Інститут гідромеханіки НАН України (буд. № 8/4)
- Інститут технічної теплофізики НАН України (буд. № 2-А)

## Пам'ятники та меморіальні дошки
- буд. № 8/4 — меморіальна дошка на честь Георгія Павленка, радянського вченого в галузі гідромеханіки та теорії корабля, який працював у цьому будинку в 1959—1970 роках. Відкрито 10 квітня 1973 року, скульптор Іда Копайгоренко, архітектор Василь Гнєздилов.
- буд. № 8/4 — меморіальна дошка на честь Георгія Сухомела, радянського вченого в галузі гідравліки та гідромеханіки, одного із засновників інституту гідромеханіки АН УРСР, який працював у цьому будинку в 1956—1966 роках. Відкрито 18 вересня 1973 року, скульптор Наталія Дерегус, архітектор Анатолій Сницарев.

## Цікаві факти
В ті часи, коли вулиця носила ім'я російського революціонера-народника Андрія Желябова, сусідня вулиця була названа на честь Софії Перовської, цивільної дружини Андрія Желябова, революціонерки-народниці, страченої разом із ним за замах на російського імператора Олександра II.